# Þóra Borgarhjǫrtr

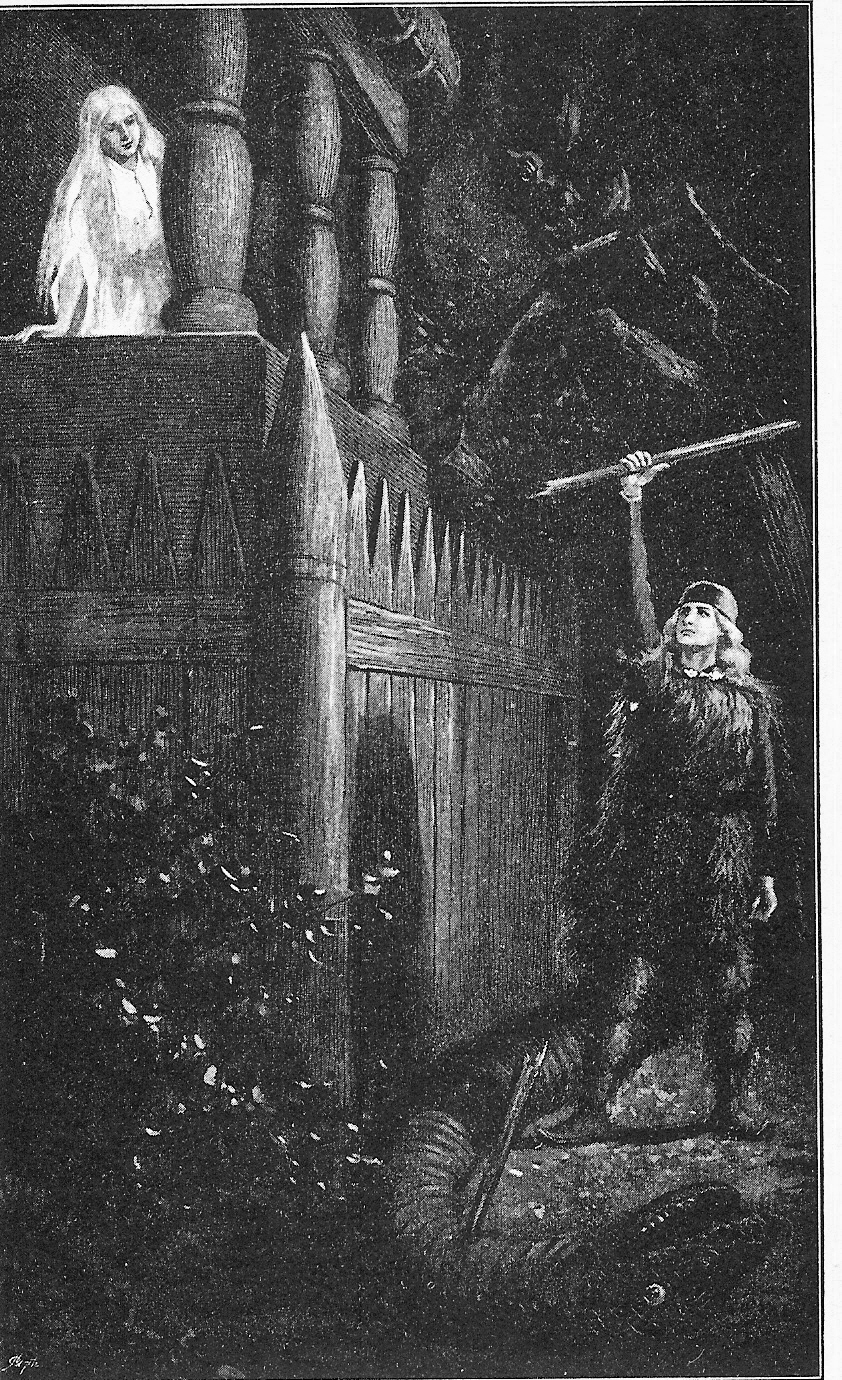
Thora Townhart, illustrazione di Jenny Nyström, 1895

Þóra Town-Hart, o Þóra borgarhjörtr fu, secondo le saghe norrene, la figlia del re sueone Herrauðr. Il padre le donò un piccolo lindworm che crebbe fino ad accerchiare la sua residenza. Il padre promise in moglie Þora a colui che sarebbe riuscito ad uccidere il serpente. Si presentò il re scandinavo Ragnarr Loðbrók che, armato di una lancia uno scudo e coperto di vestiti di ispida lana trattata con catrame e sabbia, riuscì a uccidere il lindworm.
Ragnarr Loðbrók sposò Þora e da loro nacquero i figli Eric ed Agnar, che in seguito morirono nella battaglia contro Eysteinn Beli. Prima di questo Þóra sarebbe morta in seguito ad una malattia e Ragnar si sarebbe risposato. 
La sua storia appare nel Krákumál, nel Ragnarssona þáttr, nella Saga di Ragnarr Loðbrók, nel Gesta Danorum e nella Saga di Bósi e Herrauðr. Secondo quest'ultima, il lindworm nacque da un uovo che Herrauðr prese in Bjarmaland.